# Tour du Millénaire

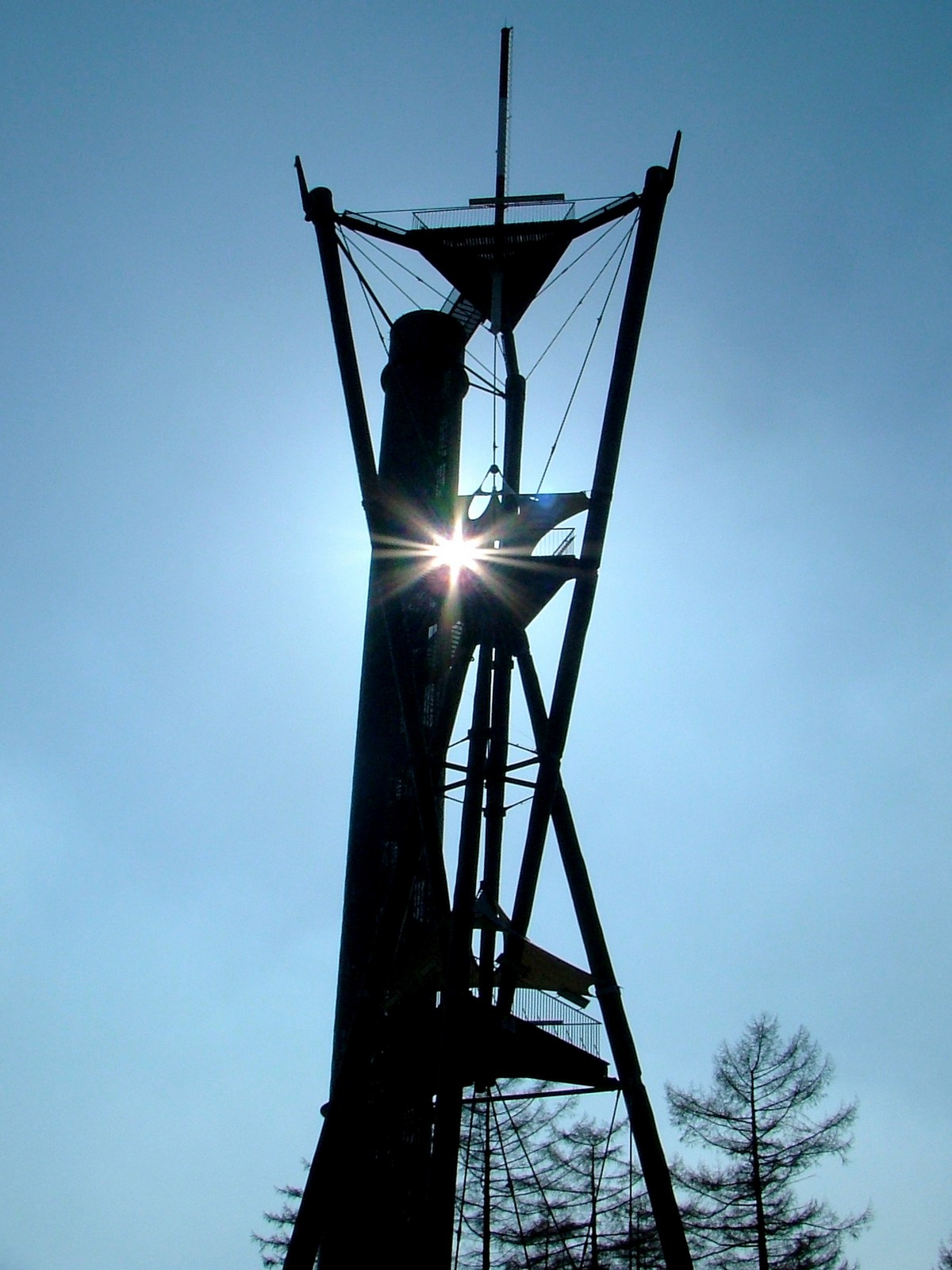
De Millenniumtoren (2006)

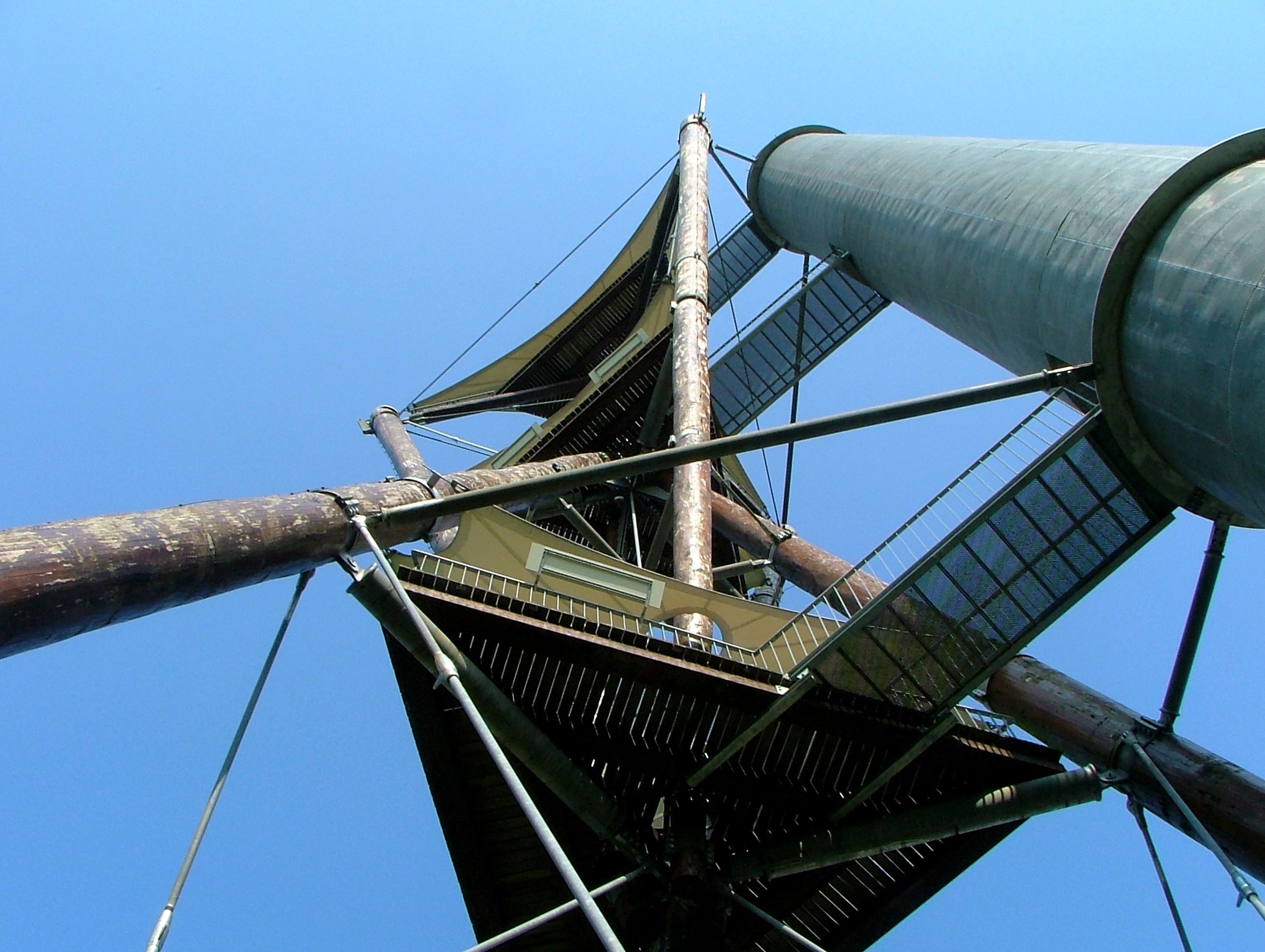
De Millenniumtoren (2004)

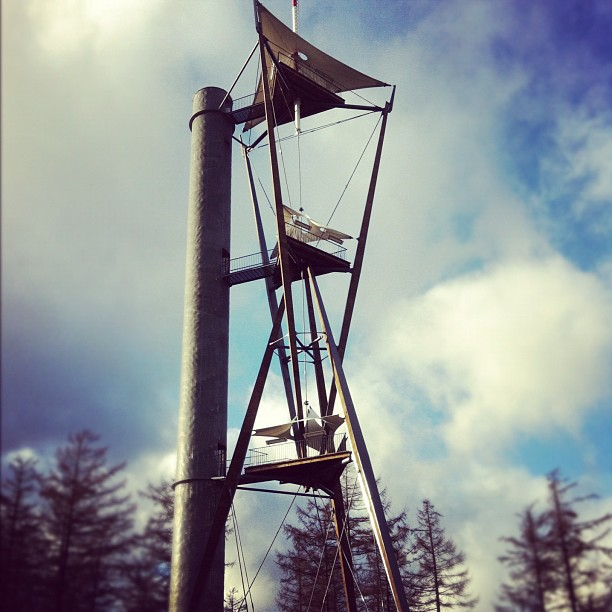
De Millenniumtoren (2012)

De Millenniumtoren of Toren van Gedinne is een uitkijktoren gebouwd in 2001, afgebroken in 2008 om veiligheidsredenen en weer heropgebouwd en geopend in juli 2012. De toren staat op het grondgebied van de gemeente Gedinne (provincie Namen, België) op een steenworp van de Franse grens.

## Beschrijving

### Geografische ligging
De Millenniumtoren domineert het plateau van Croix Scaille, een dicht bebost gebied van 9000 hectare dat met zijn hoogte van 505 meter, het hoogste punt is van de provincie Namen.
In de buurt stonden eerder al uitkijktorens. Tijdens de bezetting in de Eerste Wereldoorlog bouwde de Duitse bezetter een houten toren om bewegingen te kunnen observeren in de ruime buurt. Deze toren was vervaardigd uit bomen uit de nabijheid. Hij was niet zo bestand aan de weeromstandigheden en was kapot in 1920. 
Later stond een houten uitkijktoren van het Militair Cartografisch Instituut (MCI) van 27,5 meter die in 1932 door ene storm werd vernield. In april 1937 werd door het MCI een observatietoren gebouwd bestaande uit metaal met een betonnen sokkel. De toren mat 31,5 m en woog ongeveer 40 ton. 
Door het militair Geografisch Instituut (MGI), de opvolger van het MCI werden demonteerbare observatietorens uit metaal geplaatst. De eerste keer werd deze gebruikt in 1953 en 1954. De tweede keer werd deze gebruikt van 1958 tot 1960. 
Ook was er in de buurt in 1944 een Duits kamp met 4 uitkijktorens. De ruine zijn nog deels zichtbaar.

### Bouw
In de loop der tijden werden al vier uitkijktorens opgericht op deze plek. De bouw van deze uitkijktoren is ontstaan uit een grensoverschrijdend project, uitgevoerd in de periode maart-september 2001. Het is een ontwerp van de Luikse architect Daniel Dethier en uitgevoerd door de firma Claude Macors uit Hamois. De structuur is een combinatie van staal en houtbouw met de bedoeling de kwaliteit van het Waalse hout en meer bepaald de Douglas spar uit Gedinne, te demonstreren. De zes bomen die gebruikt werden hadden elk een omtrek van drie meter en een hoogte van 45 meter, en werden geassembleerd in de vorm van een reusachtige zandloper met zes houten ribben van elk 32 meter lang. Langs de zijkant van deze houtstructuur werd in een stalen koker een dubbele wenteltrap gebouwd verbonden met de drie uitkijkplatformen van de toren door stalen loopbruggen op respectievelijk 15, 30 en 45 meter hoogte. Uit het hoogste platform priemt centraal een rood-witte metalen mast tot op 60 meter hoogte als lichtbaken voor de luchtvaart. De toren heeft een totaalgewicht van 82 ton. De toren werd op grondniveau horizontaal geassembleerd en op 28 augustus in zijn geheel op drie uur tijd overeind getild.
De kost van de toren bedroeg 625.000 euro, betaald door het Waals Gewest (50%), de Europese Unie (40%), en de gemeente Gedinne (10%).

### Afbraak en heropbouw
Op 7 juli 2008 werd de Millenniumtoren gedemonteerd. Het hout was dermate verrot dat de toegang al eerder verboden was, maar de omvang van de schade werd pas na de afbraak echt duidelijk.  
In 2012 werd begonnen met de bouw van een nieuwe gelijkaardige stalen toren, deze is geopend op 5 juli van hetzelfde jaar.